# Aeroportul Santa Rosalía
Aeroportul Santa Rosalía (IATA: SSL, ICAO: SKSL) este un aeroport din Departamento del Vichada⁠(d), Columbia ce deservește zona Santa Rosalía⁠(d). Aeroportul a fost tranzitat în 2019 de 2.578 de pasageri.
Situat la o altitudine de 122 m, aeroportul dispune de o singură pistă.